# Niklas Forsmoo
Niklas Eric Forsmoo, född 9 april 1983 i Stockholm, är en svensk tidigare handbollsspelare. Han är vänsterhänt och spelade i anfall som högernia.
Niklas Forsmoos moderklubb var HV Tidaholm. Redan i pojkåren började han spela för IFK Skövde. Här fick han sitt genombrott som handbollsspelare och var med och tog guld vid U21-VM 2003 i Brasilien. Han spelade kvar i IFK Skövde till 2005 då han tog steget att bli utlandsproffs i danska Team Tvis Holstebro.
Efter tre år i Team Tvis Holstebro återvände han till svenska elitserien med Lugi HF. Åren i Lugi blev bara två och flytten gick åter till IFK Skövde. Han spelade två år för Skövde men valde sedan att trappa ner och lämna. Forsmoo hade då spelat elithandboll i elva år.
Han återgick till moderklubben och spelande tränare 2012–2014 för HV Tidaholm. Inspirerad av detta tog han steget till HK Country men här tog den aktiva karriären slut med en knäskada. Sammanlagt blev det fem landskamper och sju mål i Sveriges landslag för Forsmoo.